# Atheta crenulata
Atheta crenulata är en skalbaggsart som beskrevs av Max Bernhauer 1907. Atheta crenulata ingår i släktet Atheta och familjen kortvingar. Inga underarter finns listade i Catalogue of Life.